# Petrikeresztúr
Petrikeresztúr là một thị trấn thuộc hạt Zala, Hungary. Thị trấn này có diện tích 8,77 km², dân số năm 2010 là 384 người, mật độ 44 người/km².